# 美川タクシー
有限会社美川タクシーは、愛媛県上浮穴郡久万高原町久万に本社を置くタクシー会社である。

## 概要
1963年に上浮穴郡美川村で1963年に創業した。2023年に事業を拡大して本社を久万に移転した。
タクシー事業の他、久万高原町から委託を受けて久万高原町営バス久万落出線の運行を行っている。

## 沿革
- 1963年 - 創業。
- 2021年7月 - 面河・直瀬地区と久万地区を結ぶ予約制乗合タクシーの実証実験開始（2022年3月末まで）[3]。
- 2023年 - 本社を久万に移転。
- 2024年5月 - Xで公式アカウントを開設。

## SNS
2024年9月9日に広報担当者がXに17万円ほどする『ミラーレス一眼カメラ』の商品画像とともに、「すみません。みなさんの力を貸してください！！！弊社社長が、いいねが一万来たら広報に↓のカメラを買ってくれると約束してくれました。」と投稿。
この投稿がきっかけとなり、11日23時時点では、フォロワー数は9日時点の16人だったが、1000倍超えの17,000人を突破した(12日11時点では19,000人超え)。あっという間に1万いいねを達成したので社長に報告すると、「よし買ってやろう。レンズ…？それは知らん」。広報担当者がこのやりとりをXに書いたところ、「レンズも買ってあげて！」という声が続々と寄せられ、ついには久万高原町とは何の縁もない名古屋のカメラ店「焦点工房」から、「レンズを提供したい」と予想だにしなかった申し出があった。カメラは社長のポケットマネーで購入してもらい、レンズは焦点工房から提供を受ける事となった。